# Karbieniec pospolity
Karbieniec pospolity (Lycopus europaeus L.) – gatunek byliny z rodziny jasnotowatych. Występuje w całej niemal Europie (bez jej północnych krańców), w północno-zachodniej Afryce oraz w strefie umiarkowanej Azji sięgając po wschodnią Syberię i środkowe Chiny. Jako introdukowany rośnie w Ameryce Północnej i Nowej Zelandii. W Polsce jest pospolity na całym obszarze.

## Morfologia

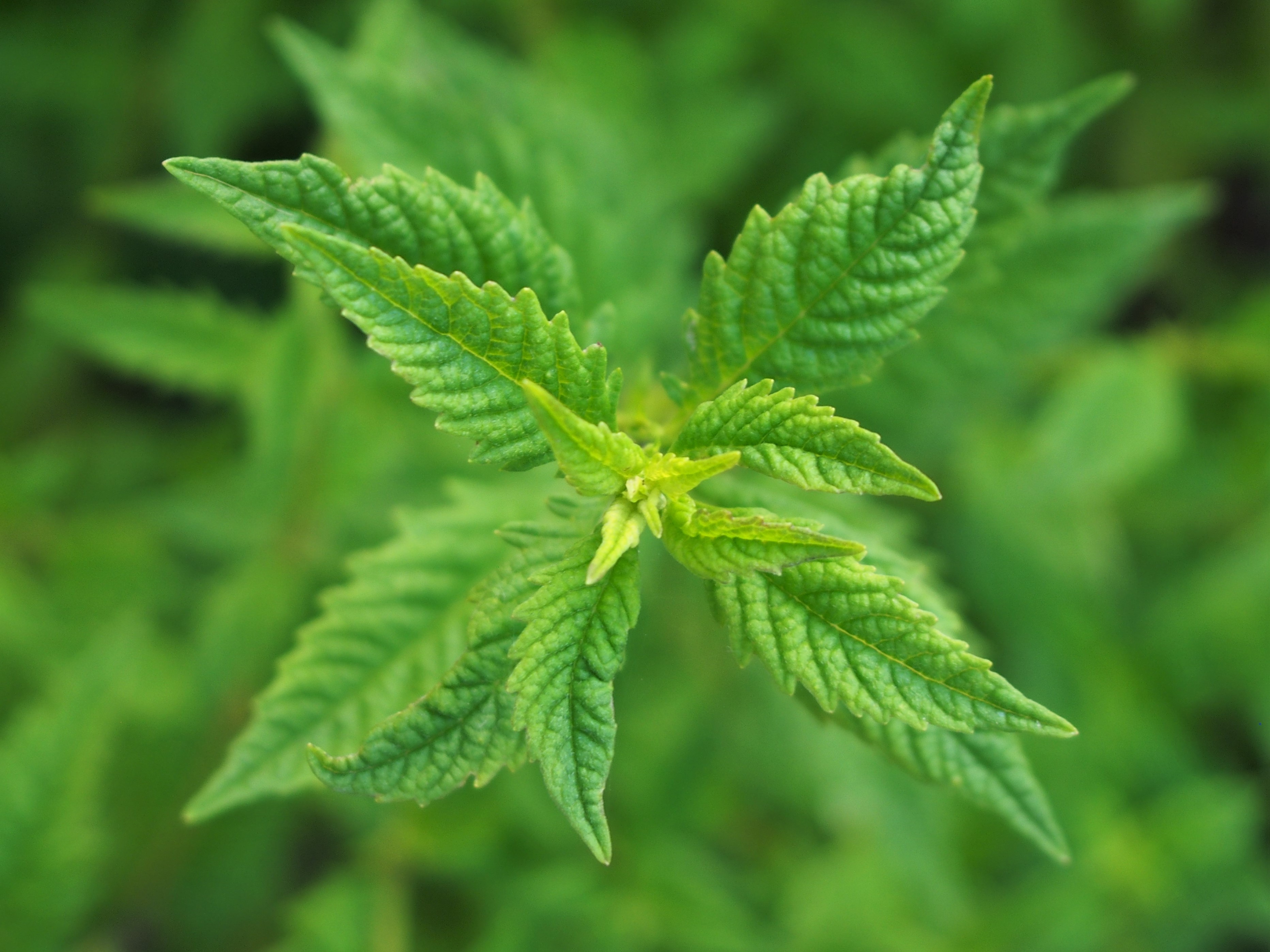
Liście

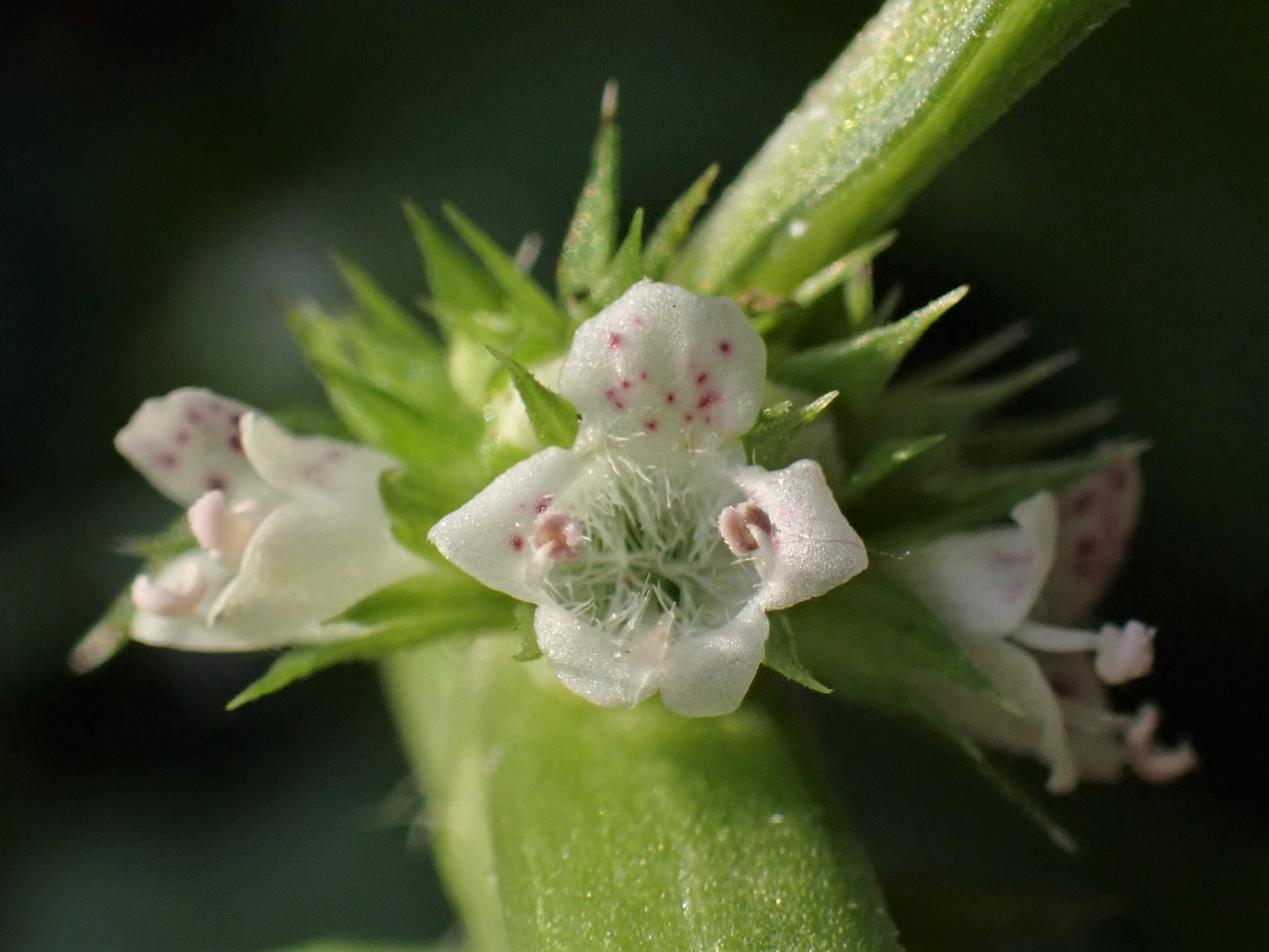
Kwiaty

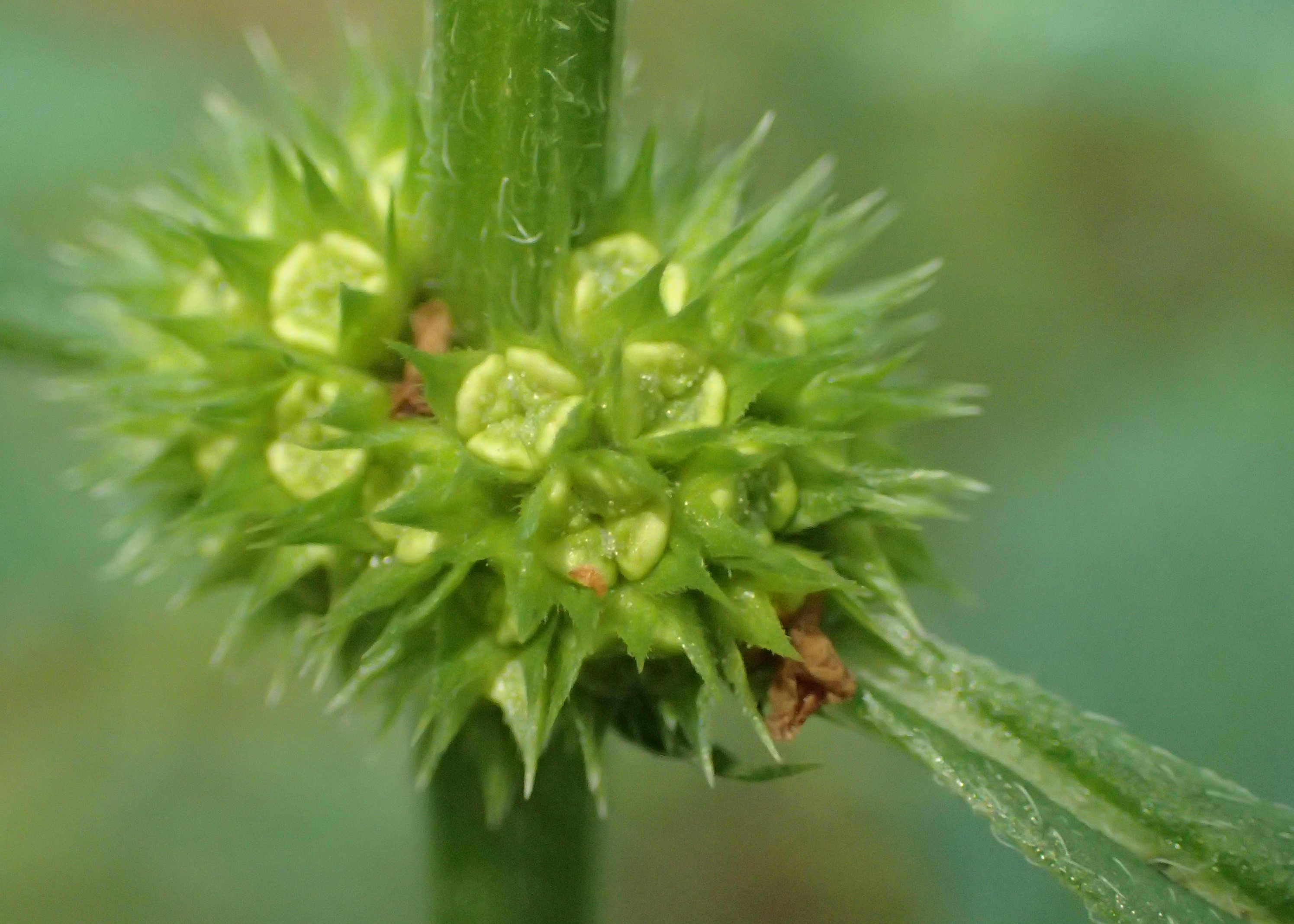
Owoce

PokrójRoślina o kłączach pełzających, z rozłogami.
ŁodygaWzniesiona, gałęzista, wysokości 30–80 cm.
LiścieUlistnienie nakrzyżległe. Liście szerokolancetowate do eliptycznych, u nasady pierzastoklapowane od 4 cm szerokości i do 10 długości, na brzegu piłkowane lub głęboko ząbkowane.
KwiatyKwiaty w gęstych nibyokółkach w kątach górnych liści. Korona 4–5 mm długości, biała, czerwono nakrapiana, podzielona na 4–5 prawie jednakowych łatek, bez wyraźnych warg. Dwa wyraźne pręciki i dwa przekształcone w nitkowate prątniczki. Kielich o 5 szydlastych ząbkach, rurka gardzieli owłosiona.
Gatunek podobnyW Europie Środkowej z rodzaju tego rośnie jeszcze karbieniec wyniosły Lycopus exaltatus, który różni się wszystkimi (także najwyższymi) liśćmi głęboko siecznymi lub dzielnymi, dłuższymi przysadkami sięgającymi 6–9 mm.

## Biologia i ekologia
Bylina, hydrofit. Kwitnie od lipca do września. Porasta brzegi wód, szuwary i inne miejsca zabagnione lub błotniste.  W klasyfikacji zbiorowisk roślinnych gatunek charakterystyczny dla Cl/O/All. Alnetea glutinosae.

## Zastosowanie
Roślina lecznicza: Ziele Herba Lycopi europaei zawiera glikozyd lykopinę, olejek eteryczny, garbniki, kwas galusowy. Działa skutecznie na tarczycę. Obniża wydzielanie tyroksyny (hormon tarczycy) i reguluje obieg jodu, przy stwierdzonej nadczynności tarczycy i wynikających z niej schorzeniach, jak palpitacje serca, pocenie się i ogólny niepokój. Termin zbioru: Od lipca do września.